# Богородице-Рождественский монастырь (Астен)
Богородице-Рождественский монастырь (нидерл. Orthodox klooster Geboorte van de Moeder Gods, фр. Monastère de la Nativité de la Mère de Dieu) — православный женский монастырь в юрисдикции Бельгийской митрополии Константинопольского патриархата. Расположен в муниципалитете Астен в Нидерландах.
Монастырь основан в 1989 году на приобретённой земельном участке в муниципалитете Астен игуменьей голландского происхождения Марией (Хульскер) (нидерл. Maria (Hulsker)).
24 апреля 2014 года монастырь посетил Константинопольский патриарх Варфоломей в сопровождении митрополита Белигийского Афинагора (Пекстадта).
В монастыре проживает семь монахинь разных национальностей, занимающихся переводческой деятельностью и сельским хозяйством.

## Настоятельницы
- игуменья Мария (Хульскер) (1989 — 24 июня 2016)[3]